# Aeroports de Catalunya
Aeroports Públics de Catalunya S.L.U. ist ein Unternehmen der Generalitat de Catalunya innerhalb des Departament de Política Territorial i Obres Públiques. Das Unternehmen hat seinen Hauptsitz in Barcelona, Spanien.

## Hintergrund
Aeroports Públics de Catalunya ist verantwortlich für die Durchführung von Forschungs- und Entwicklungsaktivitäten im Bereich der Luft- und Raumfahrt sowie der dazugehörigen Infrastruktur, die neben der Bereitstellung von technischen Dienstleistungen rund um den Flugverkehr auch die Planung, den Bau und die Verwaltung von Flughäfen, Flugplätzen und Hubschrauberlandeplätzen in Katalonien beinhaltet. Die Organisation gliedert sich in die Generalversammlung und den Vorstand, bestehend aus fünf bis elf Mitgliedern, die von der Hauptversammlung bestellt werden.
Die derzeit verwalteten oder in Besitz befindlichen Flughäfen und Flugplätze sind:
- Aeroport de Lleida-Alguaire
- Aeroport de les Terres de l’Ebre (im Bau)
- Aeroport Andorra – La Seu d’Urgell
- Aeròdrom d’Alfés
- Aeròdrom de la Cerdanya